# Karoline Adametz
Karoline Adametz, genannt Lotte, (* 25. Juli 1879 in Wien, Österreich-Ungarn; † 3. Juni 1966 ebenda) war eine österreichische autodidaktische Paläontologin und Prähistorikerin.

## Werdegang und Leistungen
Karoline Adametz, Tochter des Baumeisters Heinrich Adametz, besuchte die Handelsschule und die Kunstschule St. Ursula in Wien. Anfang 1898 wurde Karoline Adametz mit neunzehn Jahren Sekretärin der Geologisch-Paläontologischen Abteilung des Naturhistorischen Museums in Wien. In dieser Funktion war sie bis zu ihrer Pensionierung 1945 vor allem für Ernst Kittl, Franz Xaver Schaffer und Friedrich Trauth tätig. Bei Ernst Kittl hörte sie vier Semester Vorlesungen in Paläontologie an der Technischen Universität Wien und nahm an dessen Exkursionen teil. Kenntnisse in Geologie und Urgeschichte erwarb sie autodidaktisch.
Sie beantragte am 19. März 1940 die Aufnahme in die NSDAP und wurde zum 1. April desselben Jahres aufgenommen (Mitgliedsnummer 7.977.191).
Erste Grabungen führte sie mit Kittl im Strechen-Gebiet der Rottenmanner Tauern durch. Bei diesem wie auch bei späteren Projekten der Österreichischen Geologischen Gesellschaft arbeitete sie maßgeblich an den Publikationen mit. Sie arbeitete wissenschaftlich mit Julius von Pia und dem Prähistoriker Josef Bayer zusammen, vor allem hinsichtlich umfassender Lehrbücher. So stammen viele Abbildungen zu Bayers Der Mensch im Eiszeitalter (1927) und nahezu alle Illustrationen im zweiten Band von Schaffers Lehrbuch der Geologie (1.–3. Auflage 1924) von Karoline Adametz. Ab 1919 assistierte sie bei Bayers Grabungen in Krems an der Donau. Eigene wissenschaftliche Arbeiten im Bereich Ur- und Frühgeschichte legte sie von 1925 bis 1961 vor. Ihre Darstellung der Fundumstände der Venus von Willendorf (gefunden 1908 in Schicht 9 der Grabung Willendorf II) gilt jedoch als unrichtig. Bis 1938 hatte Adametz außerdem Anteil an den Grabungen zusammen mit Srečko Brodar (Universität Ljubljana), der als Pionier der paläolithischen Forschung in Slowenien gilt, in der Höhle Potočka zijavka in den slowenischen Karawanken.
Ab 1922 war sie Mitglied der Österreichischen Geologischen Gesellschaft, der Anthropologischen Gesellschaft in Wien und der Paläontologischen Gesellschaft. Sie wurde am Meidlinger Friedhof bestattet. Das Grab ist bereits aufgelassen.

## Schriften
- Eine Mammutjägerstation. In: Die Umschau. Jahrgang 29, Heft 24, 1925, ISSN 0722-8562, S. 470–471, (Digitalisat).
- Kannibalen der Steinzeit. In: Die Umschau. Jahrgang 32, Heft 27, 1928, S. 541–543, (Digitalisat).
- Ergänzungen zu dem vorhergenden Bericht von Kyrle und eine Zusammenfassung der alt- und jungpaläolithischen Höhenstationen Österreichs auf Grund der Ausgrabungen von Josef Bayer. In: International Geological Congress. Report of the XVI Session, United States of America, 1933. Band 2. s. n., Washington DC 1936, S. 1165–1169.
- Eine vielkantige Streitaxt aus dem Überschwemmungsgebiet der Traisenmündung. In: Mitteilungen der Anthropologischen Gesellschaft Wien. Band 67, 1937, ISSN 0373-5656, S. 30–31.
- Die Mammutjägerstation Willendorf in der Wachau. In: Waldviertler Heimat. Folge 4, 1941, ZDB-ID 2396203-3.
- Gedenkblatt zum 60. Geburtstage Dr. Josef Bayer. s. n., Wien 1942.
- mit Julius Pia: Ein rätselhaftes Quecksilbervorkommen bei Haugsdorf im Weinviertel, Niederdonau. In: Anzeiger der Akademie der Wissenschaften. Mathematisch-naturwissenschaftliche Klasse. Band 79, 1942, S. 33–36.
- Über ein rätselhaftes Quecksilbervorkommen bei Haugsdorf im Weinviertel, Niederösterreich. In: Der Aufschluss. Band 7, Heft 1, 1956, S. 4ff.
- Zur Universalgeschichte der Menschheit. Radio Österreich, 30, Wien 1961